# Drosophila calidata
Drosophila calidata är en tvåvingeart som beskrevs av Takada, Beppu och Masanori Joseph Toda 1979. Drosophila calidata ingår i släktet Drosophila och familjen daggflugor.
Artens utbredningsområde är Japan.